# Lexi Underwood
Lexi Underwood (Cheverly, Maryland; 28 de agosto de 2003) es una actriz y cantante estadounidense, conocida por su papel de Pearl Warren en la miniserie Little Fires Everywhere. También interpretó a Athena en Will vs the Future, una serie de comedia de ciencia ficción creada y producida por Tim McKeon y Kevin Seccia, y dirigida por Joe Nussbaum.

## Carrera
Underwood hizo su debut teatral profesional en noviembre de 2013, a los diez años, en el Teatro Ford en Washington D. C. en su aclamada producción de A Christmas Carol de Charles Dickens como Want.
El 15 de diciembre de 2014, Underwood actuó en Cuento de Navidad de Mister Magoo para el concierto benéfico de una sola noche del Actors Fund of America, que fue dirigido por Peter Flynn y musicalmente dirigido por John McDaniel. En noviembre de 2015, Underwood fue elegida como la joven Nala en El Rey León de Disney Theatrical Productions. Underwood actuó con la North-American Touring Company de enero a agosto de 2015 y cubrió Broadway en el mismo papel.
El 14 de octubre de 2014, Underwood hizo su debut televisivo en la serie de CBS Person of Interest en el papel de Queen Bee. Luego apareció en Code Black como Emily Campbell, la hija del Dr. Campbell, en Henry Danger como Narlee, en Walk the Prank como Nice Nancy, en Raven's Home como Shannon Reynolds, en David S. Pumpkins' Halloween Special como Paige (voz) animada por Bento Box Entertainment; y Will Vs The Future como Athena, una guerrera rebelde del futuro que viaja en el tiempo. Su papel en la miniserie Little Fires Everywhere fue calificado de "excelente" por el New York Times, que decía: "Las escenas entre [su madre] Mia y Pearl, tanto las tiernas como las enojadas, son lo más destacado del programa".

## Filmografía
| Cine | Cine                | Cine       | Cine                 |
| Año  | Título              | Rol        | Notas                |
| ---- | ------------------- | ---------- | -------------------- |
| 2014 | Forgotten Happiness | Alexis     | Película estudiantil |
| 2014 | Dance-Off           | Bailarina  |                      |
| 2016 | Half-Caste          | Amelia     | Cortometraje         |
| 2017 | Girl Minus          | Koko       | Cortometraje         |
| 2017 | Dirt                | Rol de voz |                      |
| 2018 | If Not Now, When?   | Jillian    |                      |
| 2022 | Sneakerella         | Kira King  |                      |

| Televisión | Televisión                                       | Televisión          | Televisión                               |
| Año        | Título                                           | Rol                 | Notas                                    |
| ---------- | ------------------------------------------------ | ------------------- | ---------------------------------------- |
| 2014       | Person of Interest                               | Queen Bee           | Episodio: «Brotherhood»                  |
| 2016       | The Crooked Man                                  | Joven Charlotte     | Película para televisión                 |
| 2016       | Code Black                                       | Emily Campbell      | Episodio: «Ava Maria»                    |
| 2017       | Henry Danger                                     | Narlee              | 3 episodios                              |
| 2017       | The Nerd Posse                                   | Jennifer            | Episodio: «Pilot»                        |
| 2017       | Walk the Prank                                   | Nice Nancy          | 4 episodios                              |
| 2017       | Raven's Home                                     | Shannon Reynolds    | Episodio: «You're Gonna Get It»          |
| 2017       | Will Vs The Future                               | Athena              | Episodio: «Piloto»                       |
| 2017       | The David S. Pumpkins Animated Halloween Special | Paige (voz)         | Saturday Night Live                      |
| 2018       | The Good Doctor                                  | Spirit Garcia       | Episodio: «Heartfelt»                    |
| 2019       | Family Reunion                                   | Ava                 | 4 episodios                              |
| 2020       | Criminal Minds                                   | Keely Mendoza-Smith | Episodio: «Rusty»                        |
| 2020       | Little Fires Everywhere                          | Pearl Warren        | Elenco principal (8 episodes)            |
| 2021       | Just Beyond                                      | Ella                | Episodio: «We've Got Spirits, Yes We Do» |
| 2022       | The First Lady                                   | Malia Obama         | 5 episodios                              |
| 2023       | Cruel Summer                                     | Isabella LaRue      | Elenco principal (Temporada 2)           |

| Teatro | Teatro                      | Teatro           | Teatro                        |
| Año    | Producción                  | Rol              | Compañía de producción        |
| ------ | --------------------------- | ---------------- | ----------------------------- |
| 2013   | A Christmas Carol           | Want             | Teatro Ford                   |
| 2014   | Mr. Magoo's Christmas Carol | Belinda Cratchit | Entertainment Community Fund  |
| 2015   | El rey león (musical)       | Nala joven       | Disney Theatrical Productions |